# Pteroptychia ridleyi
Pteroptychia ridleyi là một loài thực vật có hoa trong họ Ô rô. Loài này được (Merr.) Bremek. miêu tả khoa học đầu tiên năm 1944.